# Mulegns
Mulegns ⓘ (deutsch und bis 1943 Mühlen) ist eine Ortschaft in der Gemeinde Surses, Kanton Graubünden.
Bis zum 31. Dezember 2015 war sie eine eigenständige politische Gemeinde. Am 1. Januar 2016 fusionierte Mulegn mit den Gemeinden Bivio, Cunter, Marmorera, Riom-Parsonz, Salouf, Savognin, Sur und Tinizong-Rona zur neuen Gemeinde Surses.

## Geographie
Mulegns liegt an der Strasse zum Julierpass am Eingang zum Seitental Val Faller. Die höchste Erhebung der ehemaligen Gemeinde ist der 3392 m hoch liegende Piz Platta.

## Geschichte

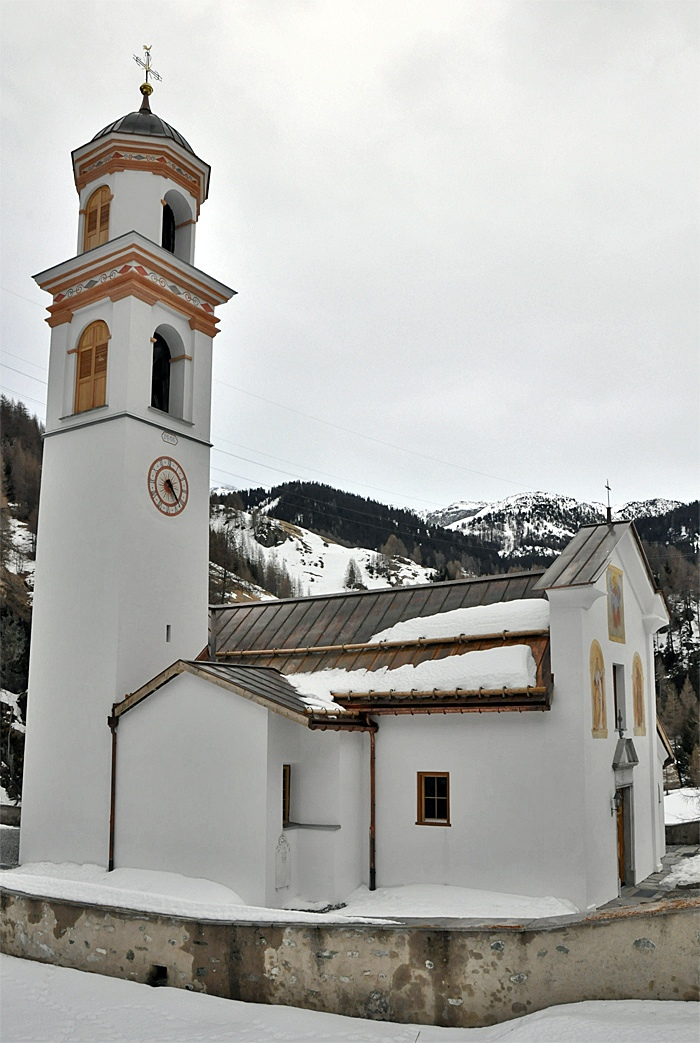
Kirche St. Franziskus

Der ursprüngliche Siedlungsschwerpunkt lag im Val Faller. Dort baute man von 600-500 v. Chr. Kupfer ab und betrieb Schmelzöfen. Das heutige Dorf Mulegns wurde von den Walsern im 15. Jahrhundert gegründet, 1521 wurde es urkundlich erstmals erwähnt. Die Walser wanderten aus dem Val Faller zu, das sie bereits im 13. Jahrhundert besiedelt hatten.
1315 ist die Alp Faller als bischöfliches Lehen erstmals belegt. Die spätmittelalterliche Kirche St. Gaudenz (heute Gaudentius und Franziskus) in Mulegns wurde von den Kapuzinern 1643 durch die Barockkirche St. Franziskus ersetzt. Bis in die Gegenwart haben Kapuziner die gemeinsame Pfarrstelle von Mulegns und Sur inne. In der Kapelle Maria Heimsuchung von Faller befindet sich ein bemerkenswertes Altarbild von 1760.

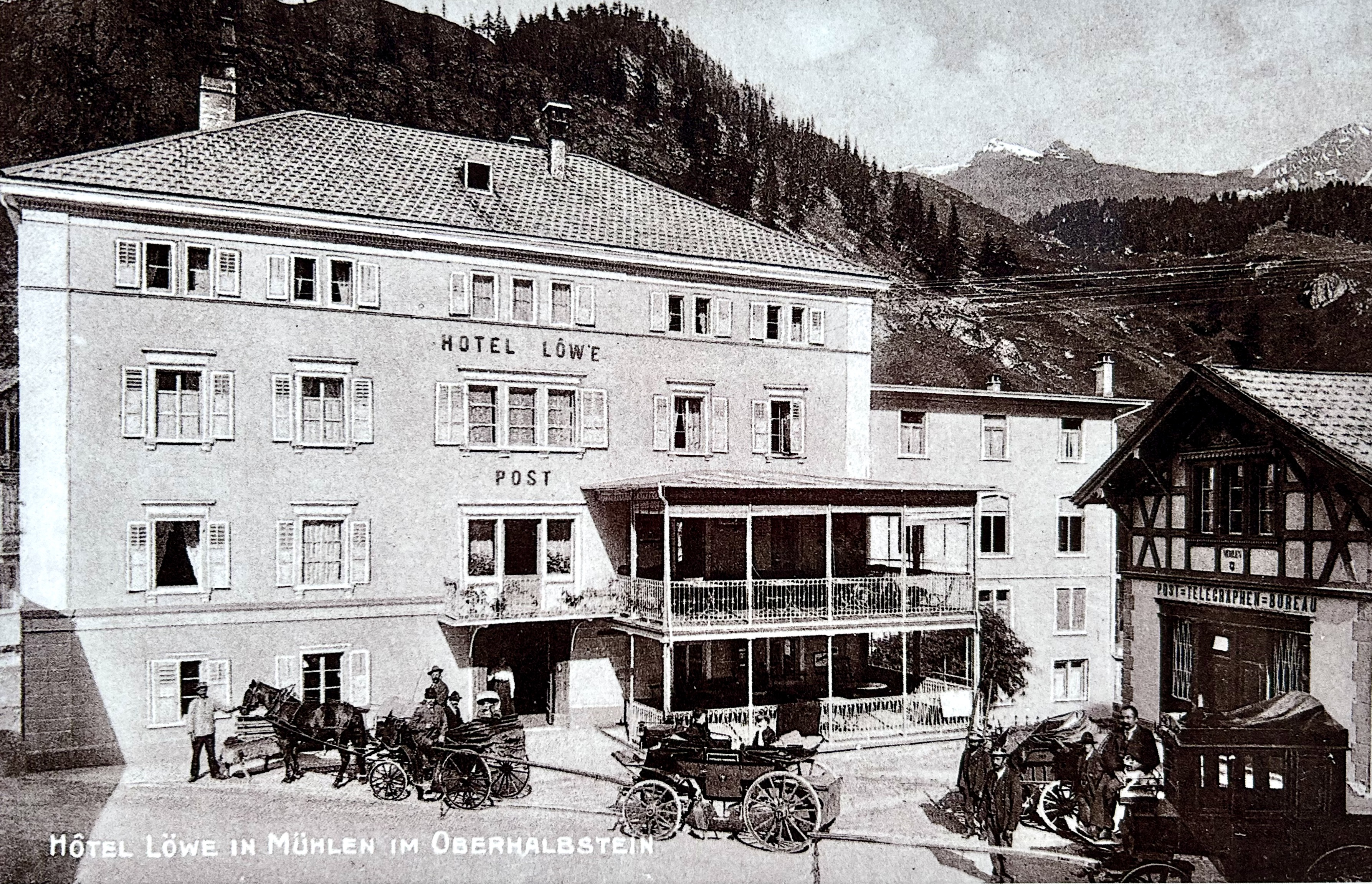
Posthotel Löwen auf einer Postkarte, etwa 1900. Rechts das Postbüro

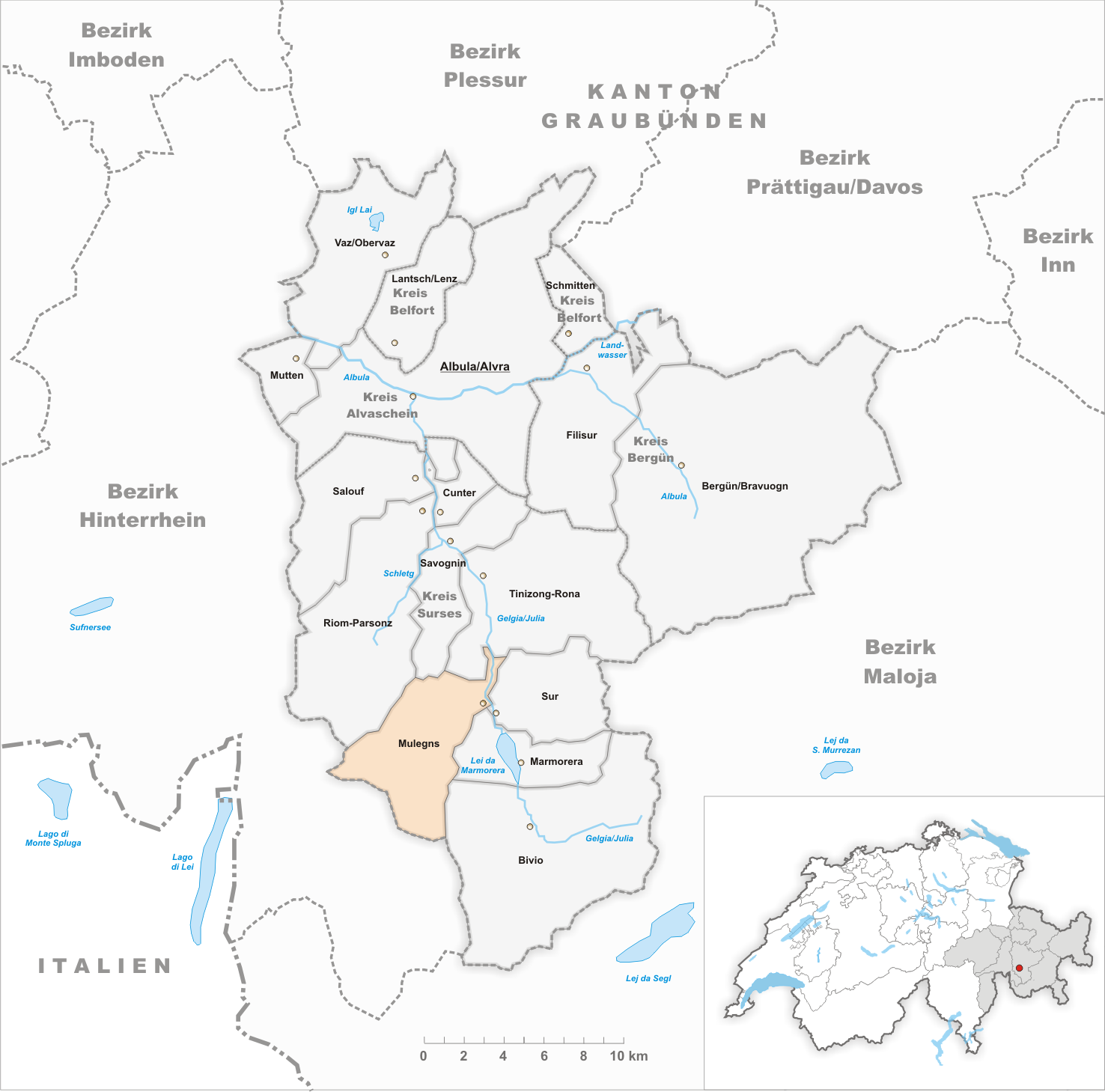
Gemeindestand vor der Fusion am 1. Januar 2016

Im 19. Jahrhundert wurden in Mulegns die Postpferde gewechselt, es gab damals Ställe für bis zu 150 Pferde. Ein Zeitzeuge dieser Epoche ist das Posthotel Löwen. Die Eröffnung der Albulabahn vernichtete ab 1903 viele Arbeitsplätze und führte dazu, dass heute nur noch wenige Bauern im Dorf leben. Während des Zweiten Weltkriegs wurde in der Engnis nördlich des Dorfes die Sperrstelle Mulegns gebaut.
Zu Beginn des 21. Jahrhunderts gab es nur noch wenige Landwirte im Dorf. Die Alpen im Val Faller – das im 18. Jahrhundert verlassen wurde – sind verpachtet, die Bergwiesen werden genutzt. Seit 1975 hat Mulegns eine Primarschule mit Sur und Marmorera, seit 1963 besuchen die Schüler die Sekundarschule in Savognin. Die Poststelle teilte Mulegns ab 1994 mit Sur.
Am 10. März 2006 stimmten die Einwohner mit neun zu sechs Stimmen einer Fusion aller Gemeinden des Kreises zur Gemeinde Surses zu. Wegen des Widerstandes anderer Gemeinden und des verfehlten Quorums scheiterte dieses Projekt jedoch. Nach der Ablehnung der Gemeinde-Grossfusion im Tal wurden die Stimmen im Dorf lauter, dass mit Sur eine Fusion anzustreben sei. Eine zweite Volksabstimmung ermöglichte den Zusammenschluss aller Talgemeinden auf den 1. Januar 2016.

## Wappen
| Wappen von Mulegns | Blasonierung: «In Silber (weiss) über blauem Wellenbalken ein schwarzes Mühlrad»                          |
| Wappen von Mulegns | Das Mühlrad zusammen mit dem Wellenbalken als auf den Namen der Gemeinde verweisendes, „redendes“ Wappen. |

## Bevölkerung
| Bevölkerungsentwicklung | Bevölkerungsentwicklung | Bevölkerungsentwicklung | Bevölkerungsentwicklung | Bevölkerungsentwicklung | Bevölkerungsentwicklung | Bevölkerungsentwicklung | Bevölkerungsentwicklung | Bevölkerungsentwicklung | Bevölkerungsentwicklung | Bevölkerungsentwicklung |
| ----------------------- | ----------------------- | ----------------------- | ----------------------- | ----------------------- | ----------------------- | ----------------------- | ----------------------- | ----------------------- | ----------------------- | ----------------------- |
| Jahr                    | 1850                    | 1900                    | 1950                    | 1960                    | 1980                    | 1990                    | 2000                    | 2005                    | 2013                    | 2014                    |
| Einwohner               | 120                     | 146                     | 109                     | 57                      | 50                      | 37                      | 33                      | 27                      | 28                      | 25                      |

Nach Einwohnerzahl war Mulegns die kleinste Gemeinde des Oberhalbsteins. Noch 1850 zählte man 120 Einwohner, fünfzig Jahre später gar 145. Dann folgte mit der Eröffnung der Albulabahn die Abwanderung: 1960 57; 1990 37 Einwohner. Ende 2004 waren es nur noch 25 Einwohner, womit Mulegns damals viertkleinste Gemeinde der Schweiz war. Mit 28 Einwohnern Ende 2013 war Mulegns inzwischen nach Corippo die zweitkleinste Gemeinde der Schweiz.

### Sprachen
Die überwiegende Mehrheit der Einwohner spricht das rätoromanische Surmeirisch. In den hundert Jahren zwischen 1880 und 1980 änderte sich daran wenig (1880 93,4 % und 1980 92,0 % Rätoromanen). Seither verliert die einheimische Sprache wegen der Abwanderung massiv an Boden. Dies zeigt auch folgende Tabelle:
| Sprachen in Mulegns |                   |                   |                   |                   |                   |                   |
| Sprachen            | Volkszählung 1980 | Volkszählung 1980 | Volkszählung 1990 | Volkszählung 1990 | Volkszählung 2000 | Volkszählung 2000 |
| Sprachen            | Anzahl            | Anteil            | Anzahl            | Anteil            | Anzahl            | Anteil            |
| Deutsch             | 4                 | 8,00 %            | 10                | 27,03 %           | 14                | 42,42 %           |
| Rätoromanisch       | 46                | 92,00 %           | 27                | 72,97 %           | 19                | 57,58 %           |
| Italienisch         | 0                 | 0,00 %            | 0                 | 0,00 %            | 0                 | 0,00 %            |
| Einwohner           | 50                | 100 %             | 37                | 100 %             | 33                | 100 %             |

66,7 % der Bewohner verstehen noch Rätoromanisch, das alleinige Behördensprache ist.

### Herkunft und Nationalität
Alle der Ende 2005 in der ehemaligen Gemeinde registriert gewesenen 27 Bewohner waren Schweizer Staatsangehörige.

## Wirtschaft
Bei 25 Einwohnern gab es 2014 noch 11 Arbeitsplätze in der ehemaligen Gemeinde. Darunter auch im Posthotel Löwen, in dem früher auch Reisende abstiegen, die über den Julierpass reisten.
Die Stiftung Fundaziun Origen um den Theatermann Giovanni Netzer, der 2006 in Riom das Origen Festival Cultural gegründet hat und es heute noch leitet, möchte das Dorf durch verschiedene Aktivitäten wieder zum Leben erwecken. Geplant waren/sind unter anderem die Verbreiterung der schmalen Strasse durch das Dorf, die Renovation des Posthotel Löwen, Theateraufführungen und die Einrichtung eines Reisemuseums. Im Mai 2025 wurde in der Mitte des Dorfes der 24 m hohe Tor Alva eröffnet.

## Sehenswürdigkeiten

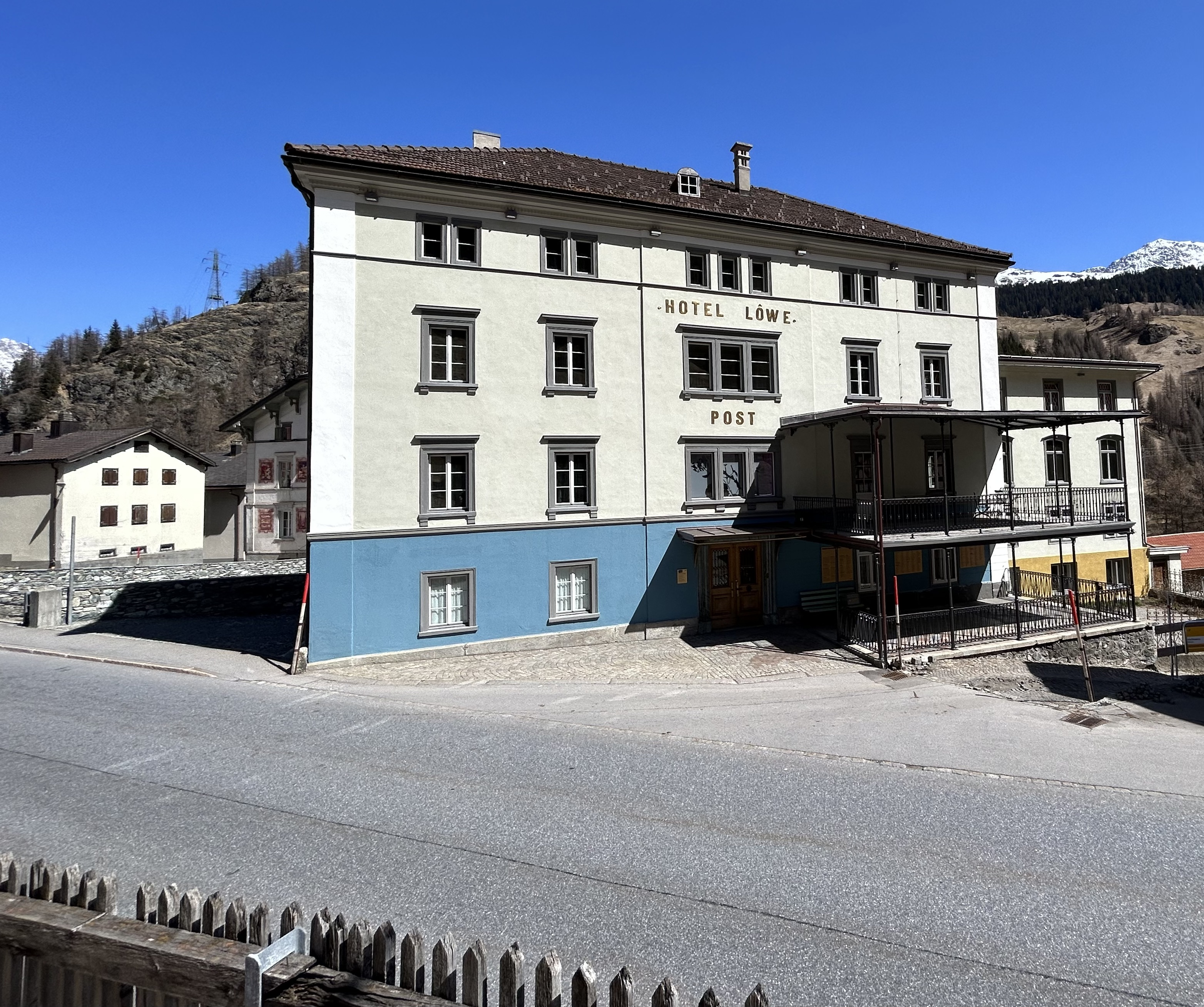
Posthotel Löwe

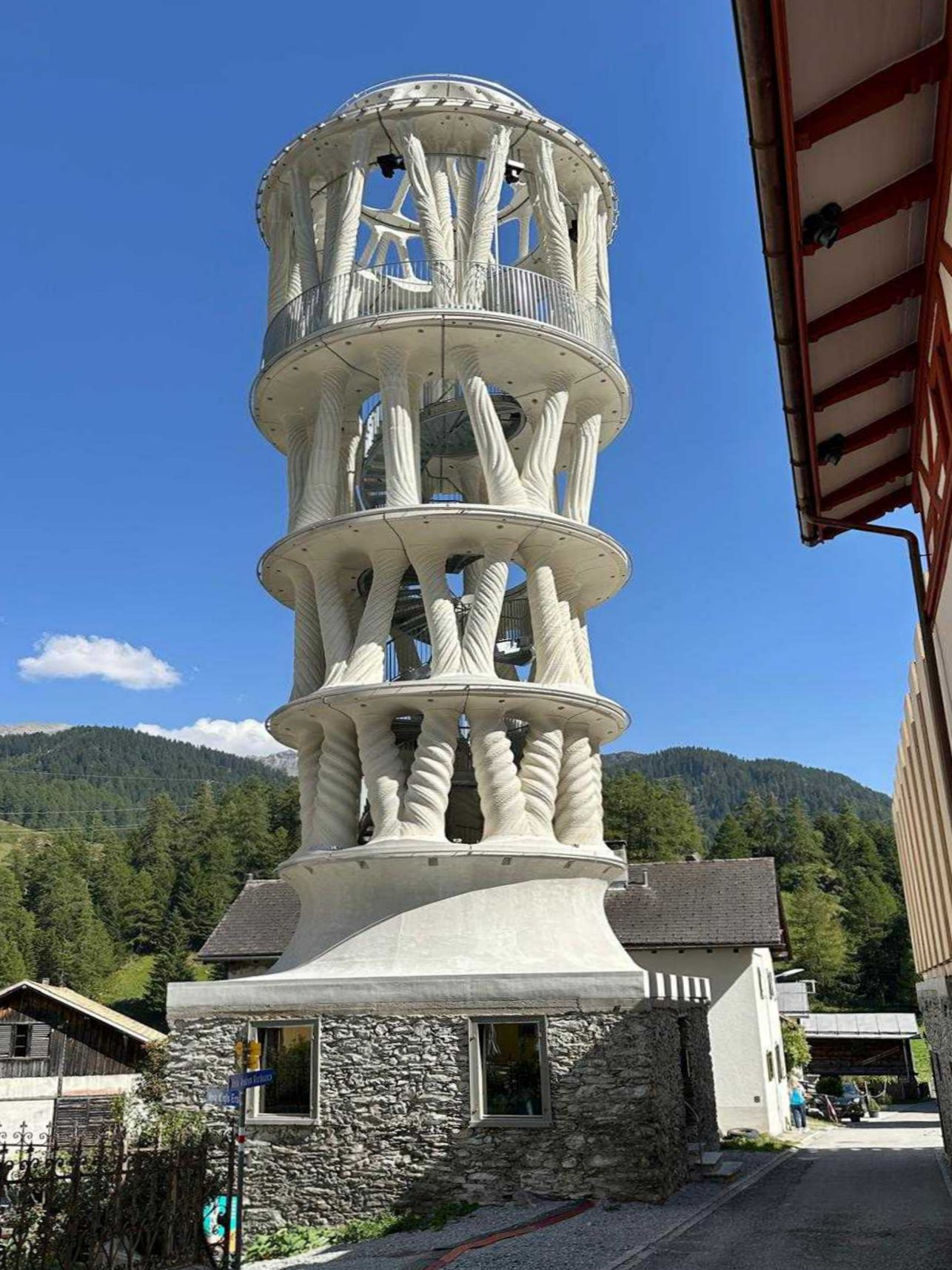
Tor Alva

- Die Barockkirche St. Franziskus, 1643 durch die Kapuziner erstellt, ersetzte eine spätmittelalterliche Vorgängerkirche, die St. Gaudenz geweiht war.
- In der Kapelle Maria Heimsuchung und heiliger Rochus im Val Faller befindet sich ein Altarbild von 1760.
- Das Posthotel Löwen ist ein Zeitzeuge aus der Zeit der Postkutschen am Julierpass.
- Der Tor Alva, ein 24 m hoher Turm aus weissem, 3D-gedrucktem Beton

## Kooperationen
Den Pfarrer teilt sich das Dorf mit Sur, seit 1994 auch die Postzustellorganisation. Die Primarschule betrieb die Gemeinde seit 1975 mit Marmorera und Sur – ab 2006 wurden die Primarschüler in Bivio unterrichtet – seit dem Schuljahr 2014/15 in Savognin. Die Sekundarschule ist seit 1963 in Savognin.